# Lambda Literary Award
Lambda Literary Award (auch bekannt unter dem Namen Lammys) ist ein jährlich vergebener Literaturpreis in den Vereinigten Staaten. Der Literaturpreis wird von der Lambda Literary Foundation seit 1988 vergeben. Ausgezeichnet werden Bücher, die im Vorjahr in englischer Sprache im Themenbereich LGBT veröffentlicht wurden. Die Lambda Literary Foundation hat sich zum Ziel gesetzt, zur Bekanntheit bei Lesern und Verfügbarkeit von LGBT-Literatur bei Buchhändlern, Verlagen und Bibliotheken beizutragen und deren Autoren zu würdigen und zu ermutigen.

## 1st Annual Lambda Literary Awards1989
Ausgezeichnet wurden 1988 erschienene Werke.
- AIDS: Paul Monette, Borrowed Time: An AIDS Memoir (Harcourt Brace Jovanovich)
- Editor’s choice: Karen Thompson und Julie Andrzejewski, Why Can’t Sharon Kowalski Come Home? (Spinsters/Aunt Lute)
- Gay men’s debut fiction: Alan Hollinghurst, The Swimming-Pool Library (Random House)
- Gay men’s fiction: Edmund White, The Beautiful Room Is Empty (Alfred A. Knopf)
- Gay men’s Mystery / Science Fiction: Michael Nava, Goldenboy (Alyson Publications)
- Gay men’s nonfiction: Paul Monette, Borrowed Time: An AIDS Memoir (Harcourt Brace Jovanovich)
- Gay men’s Small Press Book Award: Michael Nava, Goldenboy (Alyson Publications) & Ahmad al-Tifashi, The Delight of Hearts (Gay Sunshine Press)
- Lesbian debut fiction: Madelyn Arnold, Bird-Eyes (Seal Press)
- Lesbian fiction: Dorothy Allison, Trash (Firebrand Books)
- Lesbian Mystery / Science Fiction: Antoinette Azolakov, Skiptrace (Banned Books)
- Lesbian nonfiction: Sarah Lucia Hoagland, Lesbian Ethics: Toward New Value (Institute for Lesbian Studies)
- Lesbian Small Press Book Award: Dorothy Allison, Trash (Firebrand Books)
- Poetry: Carl Morse und Joan Larkin, Gay & Lesbian Poetry in our Time (St. Martin’s Press)
- Publisher service award: Sasha Alyson, Alyson Publications

## 2nd Annual Lambda Literary Awards1990
Ausgezeichnet wurden 1989 erschienene Werke.
- AIDS: Larry Kramer, Reports from the Holocaust (St. Martin’s Press)
- Editor’s choice: Rebecca Mark (Hrsg.), Lifting Belly Gertrude Stein (Naiad Press)
- Gay men’s anthology: Martin Duberman (Hrsg.) et al., Hidden from History (New American Library)
- Gay men’s debut fiction: John Weir, The Irreversible Decline of Eddie Socket (Harper & Row)
- Gay men’s fiction: David B. Feinberg, Eighty-Sixed (Viking/Penguin)
- Gay men’s mystery: Mark Richard Zubro, Simple Suburban Murder (St. Martin’s Press)
- Gay men’s nonfiction: Neil Miller, In Search of Gay America (Atlantic Monthly)
- Gay men’s Science Fiction / Fantasy: Jeffrey N. McMahan, Somewhere in the Night (Alyson Publications)
- Humor: Robert Triptow (Hrsg.), Gay Comics (New American Library)
- Lesbian anthology: Martin Duberman (Hrsg.) et al., Hidden from History (New American Library) & Tee Corinne (Hrsg.), Intricate Passions (Banned Books) & C. McEwen und S. O’Sullivan (Hrsg.), Out the Other Side (Crossing Press)
- Lesbian debut fiction: Patricia R. Schwartz, The Names of the Moons of Mars (New Victoria Publications)
- Lesbian fiction: Nisa Donnelly, The Bar Stories: A Novel After All (St. Martin’s Press)
- Lesbian mystery: Katherine V. Forrest, The Beverly Malibu (Naiad Press)
- Lesbian nonfiction: Judy Grahn (Hrsg.), Really Reading Gertrude Stein (Crossing Press)
- Lesbian Science Fiction / Fantasy: Jessica A. Salmonson (Hrsg.), What Did Miss Darrington See? (Feminist Press)
- Poetry: Michael Klein (Hrsg.), Poets for Life (Crown Publishers)
- Publisher service award: Carol Seajay, Feminist Bookstore News
- Small Press Book Award: Larry Mitchell, Bill Rice (Ill.), My Life as a Mole (Calamus Books)
- Young adult/Children’s book award: MaryKate Jordan, Losing Uncle Tim (Whitman, Albert & Co.)

## 3rd Annual Lambda Literary Awards1991
Ausgezeichnet wurden 1990 erschienene Werke.
- AIDS: Elizabeth Osbourn (Hrsg.), The Way We Live Now (Theater Communications Group)
- Editor’s choice: Wayne Dynes (Hrsg.), The Encyclopedia Of Homosexuality (Garland)
- Gay men’s anthology: George Stambolian (Hrsg.), Men On Men 3 (Plume)
- Gay men’s debut fiction: Lev Raphael, Dancing On Tisha B’av (St. Martin’s)
- Gay men’s fiction: Allen Barnett, The Body and Its Dangers (St. Martin’s)
- Gay men’s mystery: Michael Nava, Howtown (HarperCollins)
- Gay men’s nonfiction: Allan Bérubé, Coming Out Under Fire (Free)
- Gay men’s poetry: Michael Lassell, Decade Dance (Alyson)
- Gay men’s Science Fiction / Fantasy: Mercedes Lackey, Magic’s Price (DAW) & Toby Johnson, Secret Matter (Lavender)
- Gay men’s Small Press Book Award: Michael Willhoite, Daddy’s Roommate (Alyson)
- Humor: Alison Bechdel, New, Improved Dykes To Watch Out For (Firebrand)
- Lesbian anthology: Joan Nestle und Naomi Holoch (Hrsg.), Women On Women (Plume)
- Lesbian debut fiction: Cherry Muhanji, Her (Aunt Lute Foundation)
- Lesbian fiction: Paula Martinac, Out of Time (Seal)
- Lesbian mystery: Barbara Wilson, Gaudi Afternoon (Seal) & Lauren Wright Douglas, Ninth Life (Naiad)
- Lesbian nonfiction: Bonnie Zimmerman, The Safe Sea of Women (Beacon)
- Lesbian poetry: Marilyn Hacker, Going Back to the River (Random House)
- Lesbian Science Fiction / Fantasy: Gael Baudino, Gossamer Axe (ROC)
- Lesbian Small Press Book Award: Louise Rafkin (Hrsg.), Different Mothers (Cleis)

## 4th Annual Lambda Literary Awards1992
Ausgezeichnet wurden 1991 erschienene Werke.
- Childrens/Young adult: Johnny Valentine und Lynette Schmidt (Ill.), The Duke Who Outlawed Jelly Beans: and Other Stories (Alyson Wonderland)
- Editor’s choice: Lillian Faderman, Odd Girls and Twilight Lovers: A History of Lesbian Life in 20th Century America (Columbia University)
- Gay men’s anthology: Essex Hemphill (Hrsg.), Brother to Brother: New Writings by Black Gay Men (Alyson)
- Gay men’s fiction: Harlan Greene, What the Dead Remember (E.P. Dutton)
- Gay men’s mystery: Joseph Hansen, A Country of Old Men (Viking)
- Gay men’s nonfiction: Will Roscoe, The Zuni Man-Woman (University of New Mexico)
- Gay men’s poetry: Assoto Saint (Hrsg.), The Road Before Us: 100 Gay Black Poets (Galiens)
- Gay men’s Science Fiction / Fantasy: Frank M. Robinson, The Dark Beyond the Stars (TOR)
- Humor: Joe Keenan, Putting on the Ritz (Viking)
- Lesbian anthology: Carla Trujillo (Hrsg.), Chicana Lesbians: The Girls Our Mothers Warned Us About (Third Woman)
- Lesbian fiction: Blanche Boyd, The Revolution of Little Girls (Alfred A. Knopf) & Jewelle Gomez, The Gilda Stories (Firebrand)
- Lesbian mystery: Katherine V. Forrest, Murder by Tradition (Naiad)
- Lesbian nonfiction: Sandra Butler und Barbara Rosenblum, Cancer in Two Voices (Spinsters Book Co.)
- Lesbian poetry: Adrienne Rich, An Atlas of the Difficult World: Poems 1988-1991 (W.W. Norton)
- Lesbian Science Fiction / Fantasy: Jewelle Gomez, The Gilda Stories (Firebrand)
- Small Press Book Award: Winston Leyland (Hrsg.), Gay Roots: Twenty Years of Gay Sunshine (Gay Sunshine)

## 5th Annual Lambda Literary Awards1993
Ausgezeichnet wurden 1992 erschienene Werke.
- Childrens/Young adult: Penny Raife Durant, When Heroes Die (Atheneum)
- Editor’s choice: Richard Mohr, Gay Ideas (Beacon)
- Gay men’s anthologies: John Preston (Hrsg.), A Member of the Family (E.P. Dutton)
- Gay men’s fiction: Randall Kenan, Let the Dead Bury Their Dead (Harcourt Brace)
- Gay men’s mystery: Michael Nava, The Hidden Law (HarperCollins)
- Gay men’s nonfiction: Paul Monette, Becoming a Man (Harcourt Brace)
- Gay men’s poetry: Edward Field, Counting Myself Lucky (Black Sparrow)
- Gay men’s Science Fiction / Fantasy: Maureen F. McHugh, China Mountain Zhang (TOR)
- Humor: Alison Bechdel, Dykes to Watch Out For: The Sequel (Firebrand)
- Lesbian anthologies: Joan Nestle (Hrsg.), The Persistent Desire (Alyson)
- Lesbian fiction: Judith Katz, Running Fiercely Toward a High Thin Sound (Firebrand)
- Lesbian mystery: Elizabeth Pincus, Two-Bit Tango (Spinsters) & Jaye Maiman, Crazy for Loving (Naiad)
- Lesbian nonfiction: Blanche Cook, Eleanor Roosevelt (Viking)
- Lesbian poetry: Audre Lorde, Undersong (Norton)
- Lesbian Science Fiction / Fantasy: Nicola Griffith, Ammonite (Del Rey)
- Publisher service award: Craig Rodwell Founder, Oscar Wilde Memorial Bookshop
- Small Press Book Award: David Wojnarowicz, Memories That Smell Like Gasoline (Artspace)

## 6th Annual Lambda Literary Awards1994
Ausgezeichnet wurden 1993 erschienene Werke.
- Anthologies: Henry Abelove, Michele Aina Barale und David M. Halperin, Lesbian and Gay Studies Reader (Routledge)
- Childrens/Young adult: Hilary Mullins, The Cat Came Back (Naiad)
- Drama: Tony Kushner, Angels in America: Millenium Approaches (TCG)
- Editor’s choice: Coleman Dowell, A Star Bright Lie (Dalkey Archive)
- Gay men’s biography/autobiography: Edmund White, Genet (Knopf)
- Gay men’s fiction: Joseph Hansen, Living Upstairs (Dutton)
- Gay men’s mystery: Steven Saylor, Catilina’s Riddle (St. Martin’s)
- Gay men’s poetry: James Schuyler, Collected Poems (Farrar, Straus & Giroux) & Michael Klein, 1990 (Provincetown Arts)
- Gay men’s studies: Randy Shilts, Conduct Unbecoming (St. Martin’s)
- Humor: Alison Bechdel, Spawn of Dykes to Watch Out For (Firebrand)
- Lesbian biography/autobiography: Josyanne Savigneau, Marguerite Yourcenar (University of Chicago)
- Lesbian fiction: Jeanette Winterson, Written on the Body (Knopf)
- Lesbian mystery: Mary Wings, Divine Victim (Dutton)
- Lesbian poetry: Audre Lorde, The Marvelous Arithmetics of Distance (Norton)
- Lesbian studies: Elizabeth Lapovsky Kennedy und Madeline Davis, Boots of Leather, Slippers of Gold (Routledge)
- Publisher service award: Michael Denneny, St. Martin’s Press
- Science Fiction / Fantasy: Starhawk, The Fifth Sacred Thing (Bantam)
- Small Press: Leslie Feinberg, Stone Butch Blues (Firebrand) & B. Michael Hunter, Sojourner: Black gay voices in the age of AIDS (Other Countries)

## 7th Annual Lambda Literary Awards1995
Ausgezeichnet wurden 1994 erschienene Werke.
- Anthologies/Fiction: Lillian Faderman (Hrsg.), Chloe Plus Olivia (Viking)
- Anthologies/Nonfiction: Joan Nestle und John Preston (Hrsg.), Sister and Brother (HarperSanFrancisco)
- Childrens/Young adult: Marion Dane Bauer (Hrsg.), Am I Blue? (HarperChildren’s)
- Drama: Tony Kushner, Angels in America: Perestroika (TCG)
- Editor’s choice award: Mab Segrest, Traitor to the Race (South End)
- Gay men’s biography/autobiography: Abraham Verghese, My Own Country (Simon & Schuster)
- Gay men’s fiction: Alan Hollinghurst, The Folding Star (Pantheon)
- Gay men’s mystery: John Berendt, Midnight in the Garden of Good and Evil (Random House)
- Gay men’s poetry: Thom Gunn, Collected Poems (FSG)
- Gay men’s studies: George Chauncey, Gay New York (Basic Books)
- Humor: Ellen Galford, The Dyke and the Dybbuk (Seal)
- Lesbian biography/autobiography: Renate Stendhal (Hrsg.), Gertrude Stein: In Words and Pictures (Algonquin)
- Lesbian fiction: Rebecca Brown, Gifts of the Body (HarperCollins)
- Lesbian mystery: Ellen Hart, Small Sacrifice (Seal)
- Lesbian poetry: Marilyn Hacker, Winter Numbers (Norton)
- Lesbian studies: Dorothy Allison, Skin (Firebrand)
- Photography/Visual arts: Nancy Lee Andrews, Family (HarperSanFrancisco)
- Publisher service award: Barbara Smith, Kitchen Table Press
- Science Fiction / Fantasy: Melissa Scott, Trouble and Her Friends (TOR)
- Small Press: Kiss & Tell, Her Tongue on My Theory (Press Gang)

## 8th Annual Lambda Literary Awards1996
Ausgezeichnet wurden 1995 erschienene Werke.
- Anthologies/Fiction: E. J. Levy (Hrsg.), Tasting Life Twice (Avon)
- Anthologies/Nonfiction: Claude J. Summers (Hrsg.), Gay and Lesbian Literary Heritage (Henry Holt)
- Childrens/Young adult: Jacqueline Woodson, From the Notebooks of Melanin Sun (Blue Sky Press)
- Drama: Tony Kushner, Slavs (Thinking About the Longstanding Problems of Virtue and Happiness) (TCG) & Guinevere Turner und Rose Troche, Go Fish (Penguin)
- Editor’s choice award: Pat Califia und Janine Fuller (Hrsg.), Forbidden Passages: Writings Banned in Canada (Cleis)
- Gay men’s biography/autobiography: Lyle Leverich, Tom: The Unknown Tennessee Williams (Crown)
- Gay men’s fiction: Michael Cunningham, Flesh and Blood (FSG)
- Gay men’s mystery: Robert D. Zimmerman, Closet (Dell)
- Gay men’s poetry: Mark Doty, Atlantis (HarperPerrenial)
- Gay men’s studies: Joseph Carrier, De Los Otros (Columbia University)
- Humor: Ellen Orleans, The Butches of Madison County (Laugh Lines)
- Lesbian biography/autobiography: Erica Fischer, Aimee & Jaguar (HarperCollins)
- Lesbian fiction: Jacqueline Woodson, Autobiography of a Family Photo (Dutton)
- Lesbian mystery: J. M. Redmann, Intersection of Law and Desire (Norton)
- Lesbian poetry: Adrienne Rich, Dark Fields of the Republic (Norton)
- Lesbian studies: Karla Jay (Hrsg.), Dyke Life (Basic Books)
- Photography/Visual arts: Andrea Weiss, Paris was a Woman (HarperCollins)
- Pioneer award: L. Page “Deacon” Maccubbin, Lambda Rising, Inc.
- Publisher service award: Nancy Bereano, Firebrand Press & Janine Fuller und Stuart Blackley, Restricted Entry (Press Gang)
- Science Fiction / Fantasy: Melissa Scott, Shadow Man (TOR)
- Small Press Book Award: Eileen Myles und Liz Kotz (Hrsg.), The New Fuck You (Semiotext(e))
- Spirituality: Brian Bouldrey (Hrsg.), Wrestling with the Angel (Riverhead)

## 9th Annual Lambda Literary Awards1997
Ausgezeichnet wurden 1996 erschienene Werke.
- Anthologies/Fiction: Joan Nestle und Naomi Holoch (Hrsg.), Women on Women 3 (Plume)
- Anthologies/Nonfiction: Michael Bronski (Hrsg.), Taking Liberties (Masquerade)
- Childrens/Young adult: Nancy Garden, Good Moon Rising (FSG)
- Drama: Sue-Ellen Case (Hrsg.), Split Britches (Routledge)
- Editor’s choice award: Donald Windham (Hrsg.), Tennessee Williams’ Letters to Donald Windham, 1940-1965 (University of Georgia)
- Gay men’s biography/autobiography: Fenton Johnson, Geography of the Heart (Scribner)
- Gay men’s fiction: Shyam Selvadurai, Funny Boy (William Morrow)
- Gay men’s mystery: Michael Nava, Death of Friends (Putnam)
- Gay men’s poetry: Rafael Campo, What the Body Told (Duke)
- Gay men’s studies: Patrick Merla (Hrsg.), Boys Like Us (Avon)
- Humor: Judy Carter, Homo Handbook (Fireside)
- Lesbian biography/autobiography: Doris Grumbach, Life in a Day (Beacon)
- Lesbian fiction: Achy Obejas, Memory Mambo (Cleis)
- Lesbian mystery: Ellen Hart, Robber’s Wine (Seal)
- Lesbian poetry: Robin Becker, All-American Girl (University of Pittsburgh) & Maureen Seaton, Furious Cooking (University of Iowa)
- Lesbian studies: Bernadette J. Brooten, Love Between Women (University of Chicago)
- Photography/Visual arts: Susie Bright & Jill Posener, Nothing But the Girl (Cassell)
- Pioneer award: Helaine Harris, Daedalus Books
- Publisher service award: Norman Laurila, A Different Light Bookstores
- Science Fiction / Fantasy: Clive Barker, Sacrament (HarperCollins)
- Small Press: Loren Cameron, Body Alchemy (Cleis)
- Spirituality: Peter Gomes, The Good Book (William Morrow)
- Transgender: Loren Cameron, Body Alchemy (Cleis)

## 10th Annual Lambda Literary Awards1998
Ausgezeichnet wurden 1997 erschienene Werke.
- Anthologies/Fiction: Robert Drake und Terry Wolverton (Hrsg.), His(2) (Faber & Faber)
- Anthologies/Nonfiction: Gordon Brent Ingram, AnneMarie Bouthillette und Yolanda Retter (Hrsg.), Queers in Space: Communities, Public Places, Sites of Resistance (Bay)
- Childrens/Young adult: Jacqueline Woodson, The House You Pass On the Way (Delacorte)
- Drama: Moisés Kaufman, Gross Indecency: the Three Trials of Oscar Wilde (Vintage)
- Editor’s choice award: Patricia Nell Warren, Billy’s Boy (Wildcat)
- Gay men’s biography/autobiography: Rafael Campo, The Poetry of Healing (W.W. Norton)
- Gay men’s fiction: Aryeh Lev Stollman, The Far Euphrates (Putnam)
- Gay men’s mystery: David Hunt, The Magician’s Tale (Putnam)
- Gay men’s poetry: Cyrus Cassells, Beautiful Signor (Copper Canyon)
- Gay men’s studies: Charles Kaiser (Hrsg.), Gay Metropolis (Houghton Mifflin)
- Humor: Bob Smith, Openly Bob (Rob Weisbach)
- Lesbian biography/autobiography: Barbara Wilson, Blue Windows: a Christian Science Childhood (Picador)
- Lesbian fiction: Elana Dykewomon, Beyond the Pale (Press Gang)
- Lesbian mystery: Randye Lordon, Father Forgive Me (Avon)
- Lesbian poetry: Joan Larkin, Cold River (Painted Leaf) & Eileen Myles, School of Fish (Black Sparrow)
- Lesbian studies: Lisa C. Moore (Hrsg.), Does Your Mama Know? (Redbone)
- Photography/Visual arts: David Leddick, Naked Men: Pioneering Male Nudes 1935–1955 (Universe) & Robert Giard, Particular Voices: Portraits of Gay and Lesbian Writers (MIT)
- Pioneer award: Ron Hanby, Bookazine
- Publisher service award: Douglas Mitchell, University of Chicago Press
- Science Fiction / Fantasy: Nicola Griffith und Stephen Pagel (Hrsg.), Bending the Landscape (White Wolf)
- Small Press: Lisa C. Moore (Hrsg.), Does Your Mama Know? (Redbone)
- Spirituality/Religion: Rebecca Alpert, Like Bread on the Seder Plate (Columbia University)
- Transgender: Carol Queen und Lawrence Schimel (Hrsg.), PoMoSexuals: Challenging Assumptions about Gender and Sexuality (Cleis) & Daphne Scholinski und Jane Meredith Adams, The Last Time I Wore a Dress (Putnam)

## 11th Annual Lambda Literary Awards1999
Ausgezeichnet wurden 1998 erschienene Werke.
- Anthologies/Fiction: Byrne R. S. Fone (Hrsg.), Columbia Anthology of Gay Literature (Columbia University)
- Anthologies/Nonfiction: Nisa Donnelly (Hrsg.): Mom: Candid Memoirs by Lesbians About the First Woman in Their Life (Alyson) & David L. Eng (Hrsg.), Q & A: Queer in Asian America (Temple University)
- Children: Kevin Jennings, Telling Tales Out of School (Alyson)
- Drama: Holly Hughes (Hrsg.), O Solo Homo (Grove)
- Editor’s choice award: Naeem Murr, The Boy (Houghton Mifflin)
- Gay men’s biography/autobiography: William J. Mann, Wisecracker (Viking)
- Gay men’s fiction: Mark Merlis, An Arrow’s Flight (St. Martin’s)
- Gay men’s mystery: Robert D. Zimmerman, Outburst (Delacourt)
- Gay men’s poetry: J. D. McClatchy, Ten Commandments (Knopf)
- Gay men’s studies: John Loughery, The Other Side of Silence (Henry Holt)
- Humor: Michael Thomas Ford, Alec Baldwin Doesn’t Love Me and Other Trials of My Queer Life (Alyson)
- Lesbian biography/autobiography: Alison Bechdel, The Indelible Alison Bechdel; Confessions, Comix, and Miscellaneous Dykes to Watch Out for (Firebrand)
- Lesbian fiction: Dorothy Allison, Cavedweller (Dutton)
- Lesbian mystery: Nicola Griffith, The Blue Place (Avon)
- Lesbian poetry: Gerry Gomez Pearlberg, Marianne Faithfull’s Cigarette (Cleis)
- Lesbian studies: Joan Nestle, A Fragile Union (Cleis)
- Photography/Visual arts: David Leddick, The Male Nude (Taschen) & Barbara Seyda with Diana Herrera, Women in Love (Bullfinch/Little Brown)
- Pioneer award: Katherine V. Forrest
- Publisher service award: Joan M. Drury, Spinsters Ink
- Religion/Spirituality: Donna Minkowitz, Ferocious Romance (Free Press)
- Science Fiction / Fantasy: Nicola Griffith und Stephen Pagel (Hrsg.), Bending the Landscape:  Science Fiction (Overlook)
- Small Press: Sharon Bridgforth, the bull-jean stories (RedBone)
- Transgender: Michael R. Gorman, The Empress Is a Man (Harrington Park)

## 12th Annual Lambda Literary Awards2000
Ausgezeichnet wurden 1999 erschienene Werke.
- Anthologies/Fiction: Naomi Holoch, Joan Nestle und Nancy Holden (Hrsg.), Vintage Book of International Lesbian Fiction (Vintage)
- Anthologies/Nonfiction: Steve Hogan und Lee Hudson (Hrsg.), Completely Queer: The Gay and Lesbian Encyclopedia (Henry Holt) & Kris Kleindienst (Hrsg.), This Is What Lesbian Looks Like (Firebrand)
- Children’s/Young Adult: Ellen Wittlinger, Hard Love (Simon & Schuster)
- Drama: Craig Lucas, What I Meant Was (TCG)
- Gay biography/autobiography: Jesse Green, The Velveteen Father (Villard)
- Gay men’s fiction: Matthew Stadler, Allan Stein (Grove)
- Gay men’s mystery: John Morgan Wilson, Justice at Risk (Doubleday)
- Gay men’s poetry: Mark Wunderlich, The Anchorage (UMASS) & Richard Howard, Trappings (Turtle Point)
- Gay men’s studies: James Saslow, Pictures and Passions: A History of Homosexuality in the Visual Arts (Viking)
- Humor: Michael Thomas Ford, That’s Mr. Faggot To You (Alyson)
- Lesbian biography/autobiography: Diana Souhami, The Trials of Radclyffe Hall (Doubleday)
- Lesbian fiction: Sarah Waters, Tipping the Velvet (Riverhead)
- Lesbian mystery: Ellen Hart, Hunting the Witch (St. Martin’s)
- Lesbian poetry: Olga Broumas, Rave (Copper Canyon Press)
- Lesbian studies: Lillian Faderman, To Believe in Women: What Lesbians Have Done for America (Houghton Mifflin)
- Photography/Visual arts: James Saslow, Pictures and Passions: A History of Homosexuality in the Visual Arts (Viking)
- Religion/Spirituality: Keith Boykin, Respecting the Soul (Avon) & John R. Stowe, Gay Spirit Warrior (Findhorn)
- Science Fiction / Fantasy: Richard Bowes, Minions of the Moon (Tor)
- Small Press: Henry Flesh, Massage (Akashic)
- Transgender: Jackie Kay, Trumpet (Pantheon)

## 13th Annual Lambda Literary Awards2001
Ausgezeichnet wurden 2000 erschienene Werke.
- Anthologies/Fiction: David Bergman und Karl Woelz (Hrsg.), Men on Men 2000 (Plume)
- Anthologies/Nonfiction: Noelle Howey und Ellen Samuels (Hrsg.), Out of the Ordinary (St. Martin’s)
- Children’s/Young Adult: Noelle Howey und Ellen Samuels (Hrsg.), Out of the Ordinary (St. Martin’s)
- Drama: John Cameron Mitchell und Stephen Trask: Hedwig and the Angry Inch (Overlook)
- Gay biography/autobiography: Douglas Murray, Bosie (Talk Miramax)
- Gay fiction: K. M. Soehnlein, The World of Normal Boys (Kensington)
- Gay mystery: John Morgan Wilson, The Limits of Justice (Doubleday)
- Gay poetry: Carl Phillips, Pastoral (Graywolf)
- Gay studies: James J. Berg und Chris Freeman, The Isherwood Century (University of Wisconsin)
- Horror / Science Fiction / Fantasy: Jim Grimsley, Kirith Kirin (Meisha Merlin)
- Humor: David Sedaris, Me Talk Pretty One Day (Little Brown)
- Lesbian biography/autobiography: Judith Barrington, Lifesaving (Eight Mountain)
- Lesbian fiction: Michelle Tea, Valencia (Seal)
- Lesbian mystery: Jean Marcy, Mommy Deadest (New Victoria)
- Lesbian poetry: Elena Georgiou, Mercy Mercy Me (Painted Leaf)
- Lesbian studies: Harmony Hammond, Lesbian Art in America (Rizzoli)
- Small Press: Lauren Sanders, Kamikaze Lust (Akashic) & Erasmo Guerra, Between Dances (Painted Leaf)
- Spirituality/Religion: Toby Johnson, Gay Spirituality: The Role of Gay Identity in the Transformation of Human Consciousness (Alyson) & Krandall Kraus und Paul Borja, It’s Never About What It’s About (Alyson)
- Transgender: David Ebershoff, The Danish Girl (Viking)
- Visual arts: Keri Pickett, Faeries (Aperture)

## 14th Annual Lambda Literary Awards2002
Ausgezeichnet wurden 2001 erschienene Werke.
- Anthologies/Fiction: Helen Sandler (Hrsg.), Diva Book of Short Stories (Millivres)
- Anthologies/Nonfiction: Constantine-Simms (Hrsg.), The Greatest Taboo: Homosexuality In Black Communities (Alyson)
- Autobiography/Memoir: Andrew Solomon, Noonday Demon (Scribner)
- Biography: Barry Werth, The Scarlet Professor: Newton Arvin (Doubleday)
- Children’s/Young Adult: Julia Watts, Finding H.F. (Alyson)
- Erotica: Ian Philips, See Dick Deconstruct: Literotica for the Satirically Bent (AttaGirl)
- Gay men’s fiction: Allan Gurganus, The Practical Heart (Knopf)
- Gay men’s mystery: Michael Nava, Rag and Bone (G.P. Putnam)
- Gay men’s poetry: Mark Doty, Source (HarperCollins)
- GLBT studies: Joyce Murdoch und Deb Price, Courting Justice: Gay Men and Lesbians v. the Supreme Court (Basic)
- Humor: David Rakoff, Fraud (Doubleday)
- Lesbian fiction: Achy Obejas, Days of Awe (Ballantine)
- Lesbian mystery: Ellen Hart, Merchant of Venus (St. Martin’s)
- Lesbian poetry: Adrienne Rich, Fox (Norton)
- Photography/Visual arts: David Deitcher, Dear Friends: American Photographs of Men Together, 1840-1918 (Harry N. Abrams)
- Romance: Sylvia Brownrigg, Pages for You (FS&G)
- Science Fiction / Fantasy / Horror: Melissa Scott und Lisa A. Barnett, Point of Dreams (Tor)
- Small Press: Mariana Romo-Carmona, Conversaciones! (Cleis)
- Spirituality: Ken Stone (Hrsg.), Queer Commentary and the Hebrew Bible (Pilgrim) & Bernard Duncan Mayes, Escaping God’s Closet: The Revelations of a Queer Priest (Univ. Press of Virginia)
- Transgender/Bisexual: Virginia Ramey Mollenkott, Omnigender: A Trans-religious Approach (Pilgrim)

## 15th Annual Lambda Literary Awards2003
Ausgezeichnet wurden 2002 erschienene Werke.
- Anthologies/Fiction: Devon Carbado, Dwight McBride und Don Weise, Black Like Us
- Anthologies/Nonfiction: Bruce Shenitz, The Man I Might Become (Marlowe & Company)
- Autobiography: Betty Berzon, Surviving Madness (University of Wisconsin)
- Biography: David Kaufman, Ridiculous! (Applause Theatre & Cinema)
- Children’s/Young Adult: Bonnie Shimko, Letters in the Attic (Academy Chicago Press)
- Editor’s Choice: John D’Emilio, The World Turned (Duke University)
- Erotica: Tristan Taormino, Best Lesbian Erotica 2003
- Gay men’s fiction: Jamie O’Neill, At Swim, Two Boys
- Gay men’s mystery: Christopher Rice, The Snow Garden (Miramax)
- Gay men’s poetry: J. D. McClatchy, Hazmat (Alfred A. Knopf)
- Humor: Dan Savage, Skipping Towards Gomorrah (Dutton)
- Lesbian fiction: Sarah Waters, Fingersmith (Riverhead)
- Lesbian mystery: Elizabeth Woodcraft, Good Bad Woman (Kensington)
- Lesbian poetry: Ellen Bass, Mules of Love (BOA Editions)
- LGBT studies: Neil Miller, Sex-Crime Panic (Alyson)
- Pioneer Award: Barbara Grier
- Romance: Andrew W.M. Beierle, The Winter of Our Discoteque (Kensington)
- Science Fiction / Fantasy / Horror: Michael Rowe, Queer Fear II (Arsenal Pulp)
- Small Press: Kings Crossing Publishing
- Spirituality: Geoffrey Duncan, Courage to Love (Pilgrim)
- Transgender: Noelle Howey, Dress Codes (Picador)
- Visual arts: Dominique Fernandez, A Hidden Love (Prestel)

## 16th Annual Lambda Literary Awards2004
Ausgezeichnet wurden 2003 erschienene Werke.
- Anthologies/Fiction: Michael Bronski, Pulp Friction (St. Martin’s Press)
- Anthologies/Non-fiction: Bob Guter und John Killacky, Queer Crips (Harrington Park Press)
- Autobiography/Memoir: Lillian Faderman, Naked in the Promised Land (Houghton Mifflin)
- Biography: Andrew Wilson, Beautiful Shadow (Bloomsbury)
- Children/Young adult: David Levithan, Boy Meets Boy (Knopf Books for Young Readers)
- Drama: Brian Drader, Prok (Scirocco Drama)
- Erotica: Tristan Taormino, Best Lesbian Erotica 2004 (Cleis Press)
- Gay men’s fiction: Christopher Bram, Lives of the Circus Animals (William Morrow)
- Gay men’s mystery: John Morgan Wilson, Blind Eye (St. Martin’s Press)
- Gay men’s poetry: Henri Cole, Middle Earth (Farrar, Straus & Giroux) und Mark Bibbins, Sky Lounge (Graywolf Press)[18]
- Humor: Alison Bechdel, Dykes and Sundry Other Carbon-Based Life-Forms to Watch Out For (Alyson Publications)
- Lesbian fiction: Nina Revoyr, Southland (Akashic Books)
- Lesbian mystery: Elizabeth Sims, Damn Straight (Alyson Publications)
- Lesbian poetry: Minnie Bruce Pratt, The Dirt She Ate (University of Pittsburgh Press)
- LGBT studies: Devon Carbado und Donald Weise, Time on Two Crosses (Cleis Press)
- Photography/Visual arts: Lonthar Schirmer, Women Seeing Women (W. W. Norton)
- Romance: Michael Thomas Ford, Last Summer (Kensington Publishing) und Karin Kallmaker, Maybe Next Time (Bella Books)
- Science Fiction / Fantasy / Horror: Helen Sandler, Necrologue (Diva Books)
- Spirituality: Fenton Johnson, Keeping Faith (Houghton Mifflin)
- Transgender/Genderqueer: Jennifer Finney Boylan, She’s Not There (Broadway Books)

## 17th Annual Lambda Literary Awards2005
Ausgezeichnet wurden 2004 erschienene Werke.
- Anthologies/Fiction: Edmund White und Donald Weise, Fresh Men: New Voices in Gay Fiction (Carroll & Graff)
- Anthologies/Non-fiction: Greg Wharton und Ian Philips, I Do/I Don’t: Queers on Marriage (Suspect Thoughts Press)
- Autobiography/Memoir: Alison Smith, Name All the Animals (Scribner)
- Biography: Alexis De Veaux, Warrior Poet: A Biography of Audre Lorde (W. W. Norton)
- Children’s / Young Adult: Alex Sanchez, So Hard to Say (Simon & Schuster Books for Young Readers)
- Drama / Theater: Doug Wright, I Am My Own Wife (Farrar, Straus & Giroux)
- Erotica: Richard Labonté, Best Gay Erotica 2005 (Cleis Press)
- Gay Men’s Debut Fiction: Blair Mastbaum, Clay’s Way (Alyson Books)
- Gay Men’s Fiction: Colm Tóibín, The Master (Scribner)
- Gay Men’s Poetry: Luis Cernuda, Written in Water (City Lights Publishers)
- Gay Men’s Mystery: Anthony Bidulka, Flight of Aquavit (Insomniac Press)
- Humor: David Sedaris, Dress Your Family in Corduroy and Denim (Little, Brown)
- Lesbian Debut Fiction: Judith Frank, Crybaby Butch (Firebrand)
- Lesbian Fiction: Stacey D’Erasmo, A Seahorse Year (Houghton Mifflin)
- Lesbian Poetry: Beverly Burch, Sweet to Burn (Gival Press)
- Lesbian Mystery: Katherine V. Forrest, Hancock Park (Berkley Prime Crime/Penguin Group USA)
- LGBT Studies: Elisabeth Kirtsoglou, For the Love of Women: Gender, Identity and Same-Sex Relations in a Greek Provincial Town (Routledge)
- Photography/Visual Arts: Evan Bachner und Harry Abrams, At Ease: Navy Men of World War II
- Romance: Steven Kluger, Almost Like Being in Love (HarperCollins)
- Religion/Spirituality: Will Roscoe, Jesus and the Shamanic Tradition of Same-Sex Love (Suspect Thoughts Press)
- Science fiction/Fantasy/Horror: Jim Grimsley, The Ordinary (Tor Books)
- Transgender/GenderQueer: Mariette Pathy Allen, The Gender Frontier (Kehrer Verlag)

## 18th Annual Lambda Literary Awards2006
Ausgezeichnet wurden 2005 erschienene Werke.
- Anthologies: E. Lynn Harris, Freedom in This Village: Twenty-Five Years of Black Gay Men’s Writing, 1979 to the Present (Carroll & Graf)
- Belles Lettres: Martin Moran, The Tricky Part (Beacon)
- Biography: Sherrill Tippins, February House (Houghton Mifflin)
- Children’s/Young Adult: Shyam Selvadurai, Swimming in the Monsoon Sea (Tundra)
- Erotica: Stacia Seaman und Radclyffe, Stolen Moments: Erotic Interludes 2 (Bold Strokes)
- Gay Men’s Debut Fiction: Vestal McIntyre, You Are Not the One (Carroll & Graf)
- Gay Men’s Fiction: Dennis Cooper, The Sluts (Carroll & Graf)
- Gay Men’s Mystery: D. Travers Scott, One of These Things is Not Like the Other (Suspect Thoughts)
- Gay Men’s Poetry: Richard Siken, Crush (Yale)
- Humor: David Rakoff, Don’t Get Too Comfortable (Doubleday)
- Lesbian Debut Fiction: Ali Leibegott, The Beautifully Worthless (Suspect Thoughts)
- Lesbian Fiction: Abha Dawesar, Babyji und Helen Humphreys, Wild Dogs (Anchor)
- Lesbian Mystery: Alicia Gaspar de Alba, Desert Blood: The Juarez Murders (Arte Publico)
- Lesbian Poetry: June Jordan, Directed by Desire: Collected Poems (Copper Canyon)
- LGBT Studies: Susan Ackerman, When Heroes Love: The Ambiguities of Eros in the Stories of Gilgamesh and David (Columbia)
- Nonfiction: Thomas Glave, Words to Our Now (Minnesota)
- Romance: Radclyffe, Distant Shores, Silent Thunder (Bold Strokes)
- Science Fiction/Fantasy/Horror: Katherine V. Forrest, Daughters of an Emerald Dusk (Alyson)
- Spirituality: Cheri DiNovo, Qu(e)erying Evangelism: Growing a Community from the Outside In (Pilgrim)
- Transgender/GenderQueer: Charlie Anders, Choir Boy (Soft Skull)

## 19th Annual Lambda Literary Awards2007
Ausgezeichnet wurden 2006 erschienene Werke.
- Anthology: Greg Herren und Paul J. Willis, Love, Bourbon Street: Reflections of New Orleans (Alyson Books)
- Arts & Culture: Lillian Faderman und Stuart Timmons, Gay L. A.: A History of Sexual Outlaws, Power Politics, And Lipstick Lesbians (Basic Books)
- Bisexual: Michael Szymanski und Nicole Kristal, The Bisexual’s Guide to the Universe (Alyson)
- Childrens/Young Adult: David Levithan und Billy Merrell,  Full Spectrum (Random House Children’s Books)
- Childrens/Young Adult: Julie Anne Peters, Between Mom & Jo (Little Brown)
- Drama/Theater: Tim Miller, 1001 Beds (University of Wisconsin)
- Gay Debut Fiction: Robert Westfield, Suspension: A Novel (Harper Perennial)
- Gay Erotica: Jeff Mann, A History of Barbed Wire (Suspect Thoughts)
- Gay Fiction: Robert Westfield, Suspension: A Novel (Harper Perennial)
- Gay Memoir/Biography: Bernard Cooper, The Bill From My Father (Simon & Schuster)
- Gay Mystery: Garry Ryan, The Lucky Elephant Restaurant (NeWest Press)
- Gay Poetry: Jim Elledge, A History of My Tattoo (Stonewall/BrickHouse Books)
- Gay Romance: Rob Byrnes, When the Stars Come Out (Kensington Books)
- Humor: Joe Keenan, My Lucky Star (Little Brown)
- Lesbian Debut Fiction: Ellis Avery, The Teahouse Fire (Riverhead Books)
- Lesbian Erotica: Laurinda D. Brown, Walk Like a Man (Q-Boro Books)
- Lesbian Fiction: Sarah Waters, The Night Watch (Riverhead Books)
- Lesbian Memoir/Biography: Alison Bechdel, Fun Home (Houghton Mifflin)
- Lesbian Mystery: Laurie R. King, The Art of Detection (Bantam Books)
- Lesbian Poetry; Sina Queyras, Lemon Hound (Coach House Books)
- Lesbian Romance: Georgia Beers, Fresh Tracks (Bold Strokes)
- LGBT Nonfiction: Lillian Faderman und Stuart Timmons, Gay L. A.: A History of Sexual Outlaws, Power Politics, And Lipstick Lesbians (Basic Books)
- LGBT Nonfiction: Marcia M. Gallo, Different Daughters (Carroll & Graf)
- LGBT Studies: Horace L. Griffin, Their Own Receive Them Not (Pilgrim Press)
- Sci-Fi/Fantasy/Horror: Neal Drinnan, Izzy and Eve (Green Candy Press)
- Spirituality: Michael McColly, The After-Death Room (Soft Skull Press)
- Transgender: Susan Stryker und Stephen Whittle, The Transgender Studies Reader (Routledge)

## 20th Annual Lambda Literary Awards2008
Ausgezeichnet wurden 2007 erschienene Werke.
- Anthology: Richard Labonté und Lawrence Schimel, eds., First Person Queer (Arsenal Pulp Press)
- Arts & Culture: Matthew Hays, The View From Here (Arsenal Pulp Press)
- Bisexual: Brent Hartinger, Split Screen (HarperCollins Children’s Books)
- Children’s/Young Adult: Perry Moore, Hero (Hyperion Books)
- Drama/Theater: Steve Susoyev and George Birimisa, eds., Return to the Caffe Cino (Moving Finger Press)
- Erotica: Simon Sheppard, Homosex: 60 Years of Gay Erotica (Running Press)
- Gay Debut Fiction: Christopher Kelly, A Push and a Shove (Alyson Books)
- Lesbian Debut Fiction: Aoibheann Sweeney, Among Other Things, I’ve Taken Up Smoking (The Penguin Press)
- LGBT Studies: Sharon Marcus, Between Women (Princeton University Press)
- Men’s Fiction: André Aciman, Call Me By Your Name (Farrar, Straus & Giroux)
- Men’s Memoir/Biography: Kevin Sessums, Mississippi Sissy (St. Martin’s Press)
- Men’s Mystery: Greg Herren, Murder in the Rue Chartres (Alyson Books)
- Men’s Romance: Michael Thomas Ford, Changing Tides (Kensington Books)
- Nonfiction: Michael S. Sherry, Gay Artists in Modern American Culture (University of North Carolina Press)
- Poetry: Henri Cole, Blackbird and Wolf (Farrar, Straus & Giroux)
- Sci-Fi/Fantasy/Horror: Lee Thomas, The Dust of Wonderland (Alyson Books)
- Transgender: Cris Beam, Transparent (Harcourt)
- Women’s Fiction: Ali Liebegott, The IHOP Papers (Carroll & Graf)
- Women’s Memoir/Biography: Nicola Griffith, And Now We Are Going to Have a Party: Liner Notes to a Writer’s Early Life (Payseur & Schmidt)
- Women’s Mystery: Gabrielle Goldsby, Wall of Silence (Bold Strokes Books)
- Women’s Romance: K. G. MacGregor, Out of Love (Bella Books)

## 21st Annual Lambda Literary Awards2009
Ausgezeichnet wurden 2008 erschienene Werke.
- Bisexual: Jenny Block, Open, Seal Press
- Gay Debut Fiction: Shawn Ruff, Finlater (Quote Editions)
- Gay Erotica: Richard Labonté und James Lear, Best Gay Erotica 2009 (Cleis Press)
- Gay Fiction: Scott Heim, We Disappear (Harper Perennial)
- Gay Memoir/Biography: Sheila Rowbotham, Edward Carpenter: A Life of Liberty and Love (Verso Books)
- Gay Mystery: Scott Sherman, First You Fall (Alyson Books)
- Gay Poetry: Mark Doty, Fire to Fire (Harper) & James Allen Hall, Now You’re the Enemy (Univ. of Arkansas Press)
- Gay Romance: Larry Duplechan, Got ’til it’s Gone (Arsenal Pulp Press)
- Lesbian Debut Fiction: Magdalena Zurawski, The Bruise (Fiction Collective Two/University of Alabama Press)
- Lesbian Erotica: Radclyffe und Karin Kallmaker, In Deep Waters 2: Cruising the Strip  (Bold Strokes Books)
- Lesbian Fiction: Emma Donoghue, The Sealed Letter (Houghton Mifflin Harcourt) & Chandra Mayor, All the Pretty Girls (Conundrum Press)
- Lesbian Memoir/Biography: Maureen Seaton, Sex Talks to Girls: A Memoir (University of Wisconsin Press)
- Lesbian Mystery: Josie Gordon, Whacked (Bella Books)
- Lesbian Poetry: Judy Grahn, love belongs to those who do the feeling (Red Hen Press)
- Lesbian Romance: Karin Kallmaker, The Kiss That Counted (Bella Books)
- LGBT Anthologies: Thomas Glave (Hrsg.), Our Caribbean (Duke University Press)
- LGBT Childrens/Young Adult: Bill Konigsberg, Out of the Pocket (Dutton)
- LGBT Drama: Carolyn Gage, The Second Coming of Joan of Arc (Outskirts Press)
- LGBT Nonfiction: Jane Rule, Loving The Difficult (Hedgerow Press)
- LGBT Sci-Fi/Fantasy/Horror: Nicole Kimberling, Turnskin (Blind Eye Books)
- LGBT Studies: Regina Kunzel, Criminal Intimacy: Prison and the Uneven History of Modern American Sexuality (The University of Chicago Press)
- Transgender: Thea Hillman, Intersex (For Lack of a Better Word) (Manic D Press)

## 22nd Annual Lambda Literary Awards2010
Ausgezeichnet wurden 2009 erschienene Werke. Bekanntgabe: 28. Mai 2010
- Anthology: Ariel Gore (Hrsg.), Portland Queer: Tales of the Rose City (Lit Star Press)
- Bisexual Fiction: Mykola Dementiuk, Holy Communion (Synergy Press) & Maria Pallotta-Chiarolli, Love You Two (Random House Australia)
- Bisexual Nonfiction: Minal Hajratwala, Leaving India: My Family’s Journey From Five Villages to Five Continents (Houghton Mifflin Harcourt)
- Children’s/Young Adult: Dale Peck, Sprout (Bloomsbury Publishing)
- Drama: Mart Crowley, The Collected Plays of Mart Crowley (Alyson Books)
- Gay Debut Fiction: Rakesh Satyal, Blue Boy (Kensington Books)
- Gay Erotica: Kevin Killian, Impossible Princess (City Lights Bookstore)
- Gay Fiction: Vestal McIntyre, Lake Overturn (HarperCollins)
- Gay Memoir/Biography: Reynolds Price, Ardent Spirits: Leaving Home, Coming Back (Scribner Books)
- Gay Mystery: Michael Thomas Ford, What We Remember (Kensington Books)
- Gay Poetry: Benjamin S. Grossberg, Sweet Core Orchard (University of Tampa Press)
- Gay Romance: Frank Anthony Polito, Drama Queers! (Kensington Books)
- Lesbian Debut Fiction: Rhiannon Argo, The Creamsickle (Spinsters Ink)
- Lesbian Erotica: Sacchi Green und Rakelle Valencia (Hrsg.), Lesbian Cowboys, Cleis Press
- Lesbian Fiction: Jill Malone, A Field Guide to Deception (Bywater Books)
- Lesbian Memoir/Biography: Joan Schenkar, The Talented Miss Highsmith: The Secret Life and Serious Art of Patricia Highsmith (St. Martin’s Press)
- Lesbian Mystery: Jean M. Redmann, Death of a Dying Man (Bold Strokes Books)
- Lesbian Poetry: Stacie Cassarino, Zero at the Bone (New Issues Press)
- Lesbian Romance: Colette Moody, The Sublime and Spirited Voyage of Original Sin (Bold Strokes Books)
- LGBT Non-Fiction: James N. Davidson, The Greeks and Greek Love (Random House)
- LGBT Studies: Margot Canaday, The Straight State: Sexuality and Citizenship in Twentieth Century America (Princeton University Press)
- Sci-Fi/Fantasy/Horror: Catherynne M. Valente, Palimpsest (Bantam Spectra)
- Transgender: Lynn Breedlove, Lynnee Breedlove’s One Freak Show (Manic D Press)

## 23rd Annual Lambda Literary Awards2011
Ausgezeichnet wurden 2010 erschienene Werke. Bekanntgabe: 27. Mai 2011
- Bisexual — Fiction: Myrlin A. Hermes, The Lunatic, the Lover, and the Poet (Harper Perennial)
- Bisexual — Nonfiction: Maria Pallotta-Chiarolli, Border Sexualities, Border Families in Schools (Rowman & Littlefield)
- Gay Debut Fiction: David Pratt, Bob the Book (Chelsea Station Editions)
- Gay Erotica: Jon Macy, Teleny and Camille (Northwest Press)
- Gay Fiction: Adam Haslett, Union Atlantic (Doubleday)
- Gay Memoir/Biography: Justin Spring, Secret Historian: The Life and Times of Samuel Steward, Professor, Tattoo Artist and Sexual Renegade (Farrar, Straus & Giroux)
- Gay Mystery: David Lennon, Echoes (Blue Spike Publishing)
- Gay Poetry: Brian Teare, Pleasure (Ahsahta Press)
- Gay Romance: Erik Orrantia, Normal Miguel (Cheyenne Publishing)
- Lesbian Debut Fiction: Amber Dawn, Sub Rosa (Arsenal Pulp Press)
- Lesbian Erotica: Tristan Taormino (Hrsg.), Sometimes She Lets Me: Best Butch/Femme Erotica (Cleis Press)
- Lesbian Fiction: Eileen Myles, Inferno (a poet’s novel) (OR Books)
- Lesbian Memoir/Biography: Barbara Hammer, Hammer! Making Movies Out of Sex and Life (The Feminist Press) & Julie Marie Wade, Wishbone: A Memoir in Fractures (Colgate University Press)
- Lesbian Mystery: Val McDermid, Fever of the Bone (HarperCollins)
- Lesbian Poetry: Anna Swanson, The Nights Also (Tightrope Books)
- Lesbian Romance: Cate Culpepper, River Walker (Bold Strokes Books)
- LGBT Anthology: Kate Bornstein & S. Bear Bergman (Hrsg.), Gender Outlaws: The Next Generation (Seal Press)
- LGBT Children’s/Young Adult: Jane Eagland, Wildthorn (Houghton Mifflin Harcourt)
- LGBT Drama: Maureen Angelos, Dominique Dibbell, Peg Healey, Lisa Kron, Samuel French, Oedipus at Palm Springs: A Five Lesbian Brothers Play
- LGBT Nonfiction: Virginie Despentes, King Kong Theory (The Feminist Press)
- LGBT SF/Fantasy/Horror: Sandra McDonald, Diana Comet and Other Improbable Stories (Lethe Press)
- LGBT Studies: Scott Herring, Another Country: Queer Anti-Urbanism (New York University Press) & Gayle Salamon, Assuming a Body: Transgender and Rhetorics of Materiality  (Columbia University Press)
- Transgender — Fiction: Zoe Whittall, Holding Still for As Long As Possible (House of Anansi Press)
- Transgender — Nonfiction: Noach Dzmura (Hrsg.), Balancing on the Mechitza: Transgender in Jewish Community (North Atlantic Books)

## 24th Annual Lambda Literary Awards2012
Ausgezeichnet wurden 2011 erschienene Werke. Bekanntgabe: 4. Juni 2012
- Assuming a Body: Gayle Salamon, Transgender and Rhetorics of Materiality (Columbia University Press)
- Bisexual Fiction: Barbara Browning, The Correspondence Artist (Two Dollar Radio)
- Bisexual Nonfiction: Jan Steckel, The Horizontal Poet (Zeitgeist Press)
- Gay Debut Fiction: Rahul Mehta, Quarantine: Stories (Harper Perennial)
- Gay Erotica: Dirk Vanden, All Together (iloveyoudivine Alerotica)
- Gay Fiction: Colm Tóibín, The Empty Family (Scribner)
- Gay Memoir/Biography: Glen Retief, The Jack Bank: A Memoir of a South African Childhood (St. Martin’s Press)
- Gay Mystery: Richard Stevenson, Red White Black and Blue (MLR Press)
- Gay Poetry: David Trinidad (Hrsg.), A Fast Life: The Collected Poems of Tim Dlugos (Nightboat Books)
- Gay Romance: Jim Provenzano, Every Time I Think of You (CreateSpace/Myrmidude Press)
- Lesbian Debut Fiction: Laurie Weeks, Zipper Mouth (The Feminist Press)
- Lesbian Erotica: Debra Hyde, Story of L (Ravenous Romance)
- Lesbian Fiction: Farzana Doctor, Six Metres of Pavement (Dundrun Press)
- Lesbian Memoir/Biography: Jeanne Córdova, When We Were Outlaws: A Memoir of Love & Revolution (Spinsters Ink)
- Lesbian Mystery: Kim Baldwin & Xenia Alexiou, Dying to Live (Bold Strokes Books)
- Lesbian Poetry: Leah Lakshmi Piepza-Samarasinha, Love Cake (TSAR Publications)
- Lesbian Romance: Kenna White, Taken by Surprise (Bella Books)
- LGBT Anthology: Michael Hames-García und Ernesto Javier Martínez (Hrsg.), Gay Latino Studies: A Critical Reader (Duke University Press)
- LGBT Children’s/Young Adult: Bil Wright, Putting Makeup on the Fat Boy (Simon & Schuster)
- LGBT Drama: Peggy Shaw, OA Menopausal Gentleman: The Solo Performances of Peggy Shaw (University of Michigan Press)
- LGBT Nonfiction: Michael Bronski, A Queer History of the United States (Beacon Press)
- LGBT SF/Fantasy/Horror: Lee Thomas, The German (Lethe Press)
- LGBT Studies: Sister Arts: Lisa L. Moore, The Erotics of Lesbian Landscapes (University of Minnesota Press)
- Transgender Fiction: Tristan Taormino (Hrsg.), Take Me There: Trans and Genderqueer Erotica (Cleis Press)
- Transgender Nonfiction: Justin Vivian Bond, Tango: My Childhood Backwards and in High Heels (The Feminist Press)
- Pioneer-Award: Kate Millett[27]

## 25th Annual Lambda Literary Awards2013
Ausgezeichnet wurden 2012 erschienene Werke. Bekanntgabe: 3. Juni 2013
- Bisexual Literature: John Irving, In One Person (Simon & Schuster) & Cheryl Burke, My Awesome Place: The Autobiography of Cheryl B (Topside Signature)
- Gay Erotica: Mykola Dementiuk, The Facialist (JMS Books)
- Gay General Fiction: Benjamin Alire Sáenz, Everything Begins and Ends at the Kentucky Club (Cinco Puntos Press)
- Gay Memoir/Biography: Cynthia Carr, Fire in the Belly (Bloomsbury)
- Gay Mystery: Jeffrey Round, Lake on the Mountain: A Dan Sharp Mystery (Dundurn)
- Gay Poetry: Stephen S. Mills, He Do the Gay Man in Different Voices (Sibling Rivalry Press)
- Gay Romance: Jay Bell, Kamikaze Boys (Jay Bell Books)
- LGBT Anthology: Justin Hall (Hrsg.), No Straight Lines: Four Decades of Queer Comics (Fantagraphics Books)
- LGBT Children’s/Young Adult: Benjamin Alire Sáenz, Aristotle and Dante Discover the Secrets of the Universe (Simon & Schuster / Simon & Schuster Books for Young Readers)
- LGBT Debut Fiction: Mia McKenzie, The Summer We Got Free (BGD Press)
- LGBT Drama: Marc Robinson, The Myopia and Other Plays by David Greenspan (University of Michigan Press)
- LGBT Nonfiction: Dale Carpenter, Flagrant Conduct: The Story of Lawrence v. Texas (W. W. Norton & Company)
- LGBT SF/Fantasy/Horror: Tom Cardamone, Green Thumb (Lethe Press)
- LGBT Studies: Ramón H. Rivera-Servera, Performing Queer Latinidad: Dance, Sexuality, Politics (University of Michigan Press)
- Lesbian Erotica: D. L. King, The Harder She Comes: Butch/Femme Erotica (Cleis Press)
- Lesbian General Fiction: Thrity Umrigar, The World We Found: A Novel (HarperCollins Publishers / Harper)
- Lesbian Memoir/Biography: Jeanette Winterson, Why Be Happy When You Could Be Normal? (Grove/Atlantic)
- Lesbian Mystery: Jean M. Redmann, Ill Will (Bold Strokes Books)
- Lesbian Poetry: Etel Adnan, Sea and Fog (Nightboat Books)
- Lesbian Romance: Yolanda Wallace, Month of Sundays (Bold Strokes Books)
- Transgender Fiction: Tom Léger und Riley MacLeod (Hrsg.), The Collection: Short Fiction From The Transgender Vanguard (Topside Press)
- Transgender Nonfiction: Anne Enke (Hrsg.), Transfeminist Perspectives in and beyond Transgender and Gender Studies (Temple University Press)

Außerdem wurden verliehen:
- Dr. James Duggins Mid-Career Novelist Prize: Nicola Griffith, Trebor Healey
- Dr. Betty Berzon Emerging Writer Awards: Sassafras Lowrey, Carter Sickels

## 26th Annual Lambda Literary Awards2014
Ausgezeichnet wurden 2013 erschienene Werke. Bekanntgabe: 2. Juni 2014
- Bisexual Fiction: Susan Choi, My Education (Penguin Group/Viking)
- Bisexual Nonfiction: Maria San Filippo, The B Word: Bisexuality in Contemporary Film and Television (Indiana University Press)
- Gay Erotica: Alex Jeffers, The Padisah’s Son and the Fox: an erotic novella (Lethe Press)
- Gay General Fiction: Luis Negron; übersetzt von Suzanne Jill Levine, Mundo Cruel: Stories (Seven Stories Press)
- Gay Memoir/Biography: Glenway Wescott und Jerry Rosco (Hrsg.): A Heaven of Words: Last Journals (University of Wisconsin Press)
- Gay Mystery: Janice Law, The Prisoner of the Riviera: A Francis Bacon Mystery (MysteriousPress.com/Open Road Media)
- Gay Poetry: Rigoberto González, Unpeopled Eden (Four Way Books)
- Gay Romance: T. J. Klune, Into This River I Drown (Dreamspinner Press)
- Lesbian Erotica: Sacchi Green (Hrsg.), Wild Girls Wild Nights: True Lesbian Sex Stories (Cleis Press)
- Lesbian General Fiction: Like Water, Happiness (Chinelo Okparanta, Mariner Books (Houghton Mifflin Harcourt))
- Lesbian Memoir/Biography: Barrie Jean Borich, Body Geographic (University of Nebraska Press)
- Lesbian Mystery: Katherine V. Forrest, High Desert (Spinsters Ink)
- Lesbian Poetry: Ana Bozicevic, Rise in the Fall (Birds, LLC)
- Lesbian Romance: Andrea Bramhall, Clean Slate (Bold Strokes Books)
- LGBT Anthology: Karen Martin und Makhosazana Xaba, Queer Africa: New and Collected Fiction (MaThoko’s Books) & Jim Elledge und David Groff (Hrsg.), Who’s Yer Daddy?: Gay Writers Celebrate Their Mentors and Forerunners (The University of Wisconsin Press)
- LGBT Children’s/Young Adult: Sara Farizan, If You Could Be Mine (Algonquin Books) & David Levithan, Two Boys Kissing (Alfred A. Knopf Books for Young Readers)
- LGBT Debut Fiction: Nik Nicholson, Descendants of Hagar (AuthorHouse)
- LGBT Drama: Michel Marc Bouchard, Tom at the Farm (Talonbooks)
- LGBT Graphic Novel: Nicole J. Georges, Calling Dr. Laura: A Graphic Memoir (Houghton Mifflin Harcourt)
- LGBT Nonfiction: Hilton Als, White Girls (McSweeney’s Publishing)
- LGBT SF/Fantasy/Horror: Melissa Scott und Amy Griswold, Death by Silver (Lethe Press)
- LGBT Studies: Christina B. Hanhardt, Safe Space: Gay Neighborhood History and the Politics of Violence (Duke University Press)
- Transgender Fiction: Trish Salah, Wanting in Arabic (TSAR Publications)
- Transgender Nonfiction: Mattilda Bernstein Sycamore, The End of San Francisco (City Lights Publishers)

## 27th Annual Lambda Literary Awards2015
Ausgezeichnet wurden 2014 erschienene Werke. Bekanntgabe: 1. Juni 2015
- Bisexual Fiction: Ana Castillo, Give It to Me (The Feminist Press)
- Bisexual Nonfiction: Charles M. Blow, Fire Shut Up In My Bones (Houghton Mifflin Harcourt)
- Gay Erotica: Tiffany Reisz, The King (MIRA Books)
- Gay General Fiction: Tom Spanbauer, I Loved You More (Hawthorne Books)
- Gay Memoir/Biography: Richard Blanco, The Prince of Los Cocuyos (HarperCollins/Ecco) & John Lahr, Tennessee Williams: Mad Pilgrimage of the Flesh (W. W. Norton & Company)
- Gay Mystery: Katie Gilmartin, Blackmail, My Love: A Murder Mystery (Cleis Press)
- Gay Poetry: Danez Smith, [insert] boy (YesYes Books)
- Gay Romance: Jeff Mann, Salvation: A Novel of the Civil War (Bear Bones Books)
- Lesbian Erotica: Diana Cage, Lesbian Sex Bible (Quiver Books)
- Lesbian General Fiction: Alexis De Veaux, Yabo (RedBone Press)
- Lesbian Memoir/Biography: Alethia Jones und Virginia Eubanks mit Barbara Smith, Ain’t Gonna Let Nobody Turn Me Around: Forty Years of Movement Building with Barbara Smith (SUNY Press)
- Lesbian Mystery: Ellen Hart, The Old Deep and Dark : A Jane Lawless Mystery (Minotaur Books)
- Lesbian Poetry: Valerie Wetlaufer, Mysterious Acts by My People (Sibling Rivalry Press)
- Lesbian Romance: Robbi McCoy, The Farmer’s Daughter (Bella Books)
- LGBT Anthology: Leila J. Rupp und Susan K. Freeman (Hrsg.), Understanding and Teaching US Lesbian, Gay, Bisexual, and Transgender History (University of Wisconsin Press)
- LGBT Children’s/Young Adult: Tim Federle, Five, Six, Seven, Nate! (Simon & Schuster Books for Young Readers)
- LGBT Debut: Abdi Nazemian, The Walk-In Closet (Curtis Brown Unlimited)
- LGBT Drama: Robert O’Hara, Bootycandy (Samuel French)
- LGBT Graphic Novel: Joyce Brabner und  Mark Zingarelli, Second Avenue Caper (Hill and Wang)
- LGBT Nonfiction: Martin Duberman, Hold Tight Gently: Michael Callen, Essex Hemphill, and the Battlefield of AIDS (The New Press)
- LGBT SF/Fantasy/Horror: Chaz Brenchley, Bitter Waters (Lethe Press)
- LGBT Studies: Vincent Woodard, Justin A. Joyce und Dwight McBride, Delectable Negro: Human Consumption and Homoeroticism within US Slave Culture (New York University Press)
- Transgender Fiction: Casey Plett, A Safe Girl To Love (Topside Press)
- Transgender Nonfiction: Thomas Page McBee, Man Alive: A True Story of Violence, Forgiveness and Becoming a Man (City Lights/Sister Spit)

## 28th Annual Lambda Literary Awards2016
Ausgezeichnet wurden 2015 erschienene Werke.
- Bisexual Literature: Emily Bingham, Irrepressible: The Jazz Age Life of Henrietta Bingham (Farrar, Straus and Giroux) & Anna North, The Life and Death of Sophie Stark (Penguin Random House/Blue Rider Press)
- Gay Erotica: Miodrag Kojadinović, Érotiques Suprèmes (Choose the Sword Press)
- Gay Fiction: Hasan Namir, God in Pink (Arsenal Pulp Press)
- Gay Memoir/Biography: Langdon Hammer, James Merrill: Life and Art (Alfred A. Knopf)
- Gay Mystery: Marshall Thornton, Boystown 7: Bloodlines (Kenmore Books)
- Gay Poetry: Nicholas Wong, Crevasse (Kaya Press) & Carl Phillips, Reconnaissance (Farrar, Straus and Giroux)
- Gay Romance: Debbie McGowan, When Skies Have Fallen (Beaten Track)
- Lesbian Erotica: Meghan O’Brien, The Muse (Bold Strokes Books)
- Lesbian Fiction: Chinelo Okparanta, Under the Udala Trees (Houghton Mifflin Harcourt)
- Lesbian Memoir/Biography: Kate Carroll de Gutes, Objects in the Mirror Are Closer Than They Appear (Ovenbird Books)
- Lesbian Mystery: Victoria Brownworth, Ordinary Mayhem (Bold Strokes Books) & Ann Aptaker, Tarnished Gold (Bold Strokes Books)
- Lesbian Poetry: Dawn Lundy Martin, Life in a Box is a Pretty Life (Nightboat Books)
- Lesbian Romance: Julie Blair, Making A Comeback (Bold Strokes Books)
- LGBT Anthology: Sfé R. Monster und Taneka Stotts (Hrsg.), Beyond: The Queer Sci-Fi & Fantasy Comic Anthology (Beyond Press) & Damien Luxe, Heather M. Ács, Sabina Ibarrola, Glitter and Grit: Queer Performance from the Heels on Wheels Femme Galaxy (Publication Studio)
- LGBT Children’s/Young Adult: Alex Gino, George (Scholastic Press)
- LGBT Debut Fiction: Victor Yates, A Love Like Blood (Hillmont Press)
- LGBT Drama: Tanya Barfield, Bright Half Life (Dramatists Play Service)
- LGBT Graphic Novels: EK Weaver, The Less Than Epic Adventures of TJ & Amal (Iron Circus Comics)
- LGBT Nonfiction: Marcia M. Gallo, “No One Helped”: Kitty Genovese, New York City, and the Myth of Urban Apathy (Cornell University Press)
- LGBT SF/Fantasy/Horror: Kirsty Logan, The Gracekeepers (Crown Publishers)
- LGBT Studies: Hiram Pérez, A Taste for Brown Bodies: Gay Modernity and Cosmopolitan Desire (NYU Press)
- Transgender Fiction: Roz Kaveney, Tiny Pieces of Skull, or a Lesson in Manners (Team Angelica Publishing)
- Transgender Nonfiction: Willy Wilkinson, Born on the Edge of Race and Gender: A Voice for Cultural Competency (Hapa Papa Press)
- Transgender Poetry: Kari Edwards, succubus in my pocket (EOAGH Books)

## 29th Annual Lambda Literary Awards2017
Ausgezeichnet wurden 2016 erschienene Werke. Bekanntgabe: 12. Juni 2017.
- Bisexual Fiction: Alexis M. Smith, Marrow Island (Houghton Mifflin Harcourt)
- Bisexual Nonfiction: Ana Castillo, Black Dove: Mama, Mi’jo, and Me (The Feminist Press)
- Bisexual Poetry: Abigail Child, Mouth to Mouth (EOAGH)
- Gay Fiction: Rabih Alameddine, The Angel of History (Atlantic Monthly Press)
- Gay Memoir/Biography: Cleve Jones, When We Rise (Hachette Books)
- Gay Mystery: J. Aaron Sanders, Speakers of the Dead: A Walt Whitman Mystery (Plume)
- Gay Poetry: Phillip B. Williams, Thief in the Interior (Alice James Books)
- Gay Romance: Pene Henson, Into the Blue (Interlude Press)
- Lesbian Fiction: Nicole Dennis-Benn, Here Comes the Sun (Liveright Publishing Corporation)
- Lesbian Memoir/Biography: Gloria Joseph, The Wind is Spirit: The Life, Love and Legacy of Audre Lorde (Villarosa Media)
- Lesbian Mystery: Jessica L. Webb, Pathogen (Bold Strokes Books)
- Lesbian Poetry: Francine J. Harris, play dead (Alice James Books) & Julie R. Enszer (Hrsg.), The Complete Works of Pat Parker (Sinister Wisdom/A Midsummer Night’s Press)
- Lesbian Romance: Yoshiyuki Ly, The Scorpion’s Empress (Solstice Publishing)
- LGBT Anthology: Zena Sharman, The Remedy: Queer and Trans Voices on Health and Health Care (Arsenal Pulp Press)
- LGBT Children’s/Young Adult: M. E. Girard, Girl Mans Up (Harper Teen)
- LGBT Drama: Robert O’Hara, Barbecue/Bootycandy (Theatre Communications Group)
- LGBT Erotica: Rebekah Weatherspoon, Soul to Keep (Bold Strokes Books)
- LGBT Graphic Novels: Ed Luce, Wuvable Oaf: Blood & Metal (Fantagraphics Books)
- LGBT Nonfiction: David France, How to Survive a Plague: The Inside Story of How Citizens and Science Tamed AIDS (Knopf)
- LGBT SF/Fantasy/Horror: Indra Das, The Devourers (Del Rey)
- LGBT Studies: Jennifer Tyburczy, Sex Museums: The Politics and Performance of Display (University of Chicago Press)
- Transgender Fiction: Jia Qing Wilson-Yang, Small Beauty (Metonymy Press)
- Transgender Nonfiction: Lei Ming und Lura Frazey, Life Beyond My Body: A Transgender Journey to Manhood in China (Transgress Press)
- Transgender Poetry: Kokumo, Reacquainted with Life (Topside Press)

## 30th Annual Lambda Literary Awards2018
Ausgezeichnet wurden 2017 erschienene Werke. Bekanntgabe: 4. Juni 2018.
- Bisexual Fiction: Barbara Browning, The Gift (Coffee House Press)
- Bisexual Nonfiction: Roxane Gay, Hunger (HarperCollins)
- Gay Fiction: John Rechy, After the Blue Hour (Grove Press)
- Gay Memoir/Biography: Chike Frankie Edozien, Lives of Great Men: Living and Loving as an African Gay Man (Team Angelica Publishing)
- Gay Mystery: Marshall Thornton, Night Drop (Kenmore Books)
- Gay Poetry: CA Conrad, While Standing in Line for Death (Wave Books)
- Gay Romance: Laurie Loft, Love and Other Hot Beverages (Riptide Publishing)
- Lesbian Fiction: Carmen Maria Machado, Her Body and Other Parties (Graywolf Press)
- Lesbian Memoir/Biography: Alexandria Marzano-Lesnevich, The Fact of a Body (Flatiron Books)
- Lesbian Mystery: A. E. Radley, Huntress (Heartsome Publishing)
- Lesbian Poetry: Rosamond S. King, Rock | Salt | Stone (Nightboat Books)
- Lesbian Romance: Yolanda Wallace, Tailor-Made (Bold Strokes Books)
- LGBTQ Anthology: Juliana Delgado Lopera, ¡Cuéntamelo! Oral Histories by LGBT Latino Immigrants (Aunt Lute Books)
- LGBTQ Children’s/Young Adult: Rebecca Podos, Like Water (Balzer + Bray)
- LGBTQ Drama: Audrey Cefaly, The Gulf (Samuel French)
- LGBTQ Erotica: Steve Berman, His Seed (Unzipped Books)
- LGBTQ Graphic Novels: Emil Ferris, My Favorite Thing is Monsters (Fantagraphics Books)
- LGBTQ Nonfiction: Keeanga-Yamahtta Taylor, How We Get Free: Black Feminism and the Combahee River Collective (Haymarket Books)
- LGBTQ SF/Fantasy/Horror: Annalee Newitz, Autonomous (Tor Books)
- LGBTQ Studies: Trevor Hoppe, Punishing Disease: HIV and the Criminalization of Sickness (University of California Press)
- Transgender Fiction: Bogi Takács (Hrsg.), Transcendent 2: The Year’s Best Transgender Speculative Fiction (Lethe Press)
- Transgender Nonfiction: C. Riley Snorton, Black on Both Sides: A Racial History of Trans Identity (University of Minnesota Press)
- Transgender Poetry: Ching-In Chen, recombinant (Kelsey Street Press)

## 31th Annual Lambda Literary Awards2019
Ausgezeichnet wurden 2018 erschienene Werke. Bekanntgabe: 3. Juni 2019.
- Bisexual Fiction: Négar Djavadi, Disoriental (übersetzt von Tina Kover, Europa Editions)
- Bisexual Nonfiction: Anthony Moll, Out of Step: A Memoir (Mad Creek Books / The Ohio State University Press)
- Bisexual Poetry: Duy Doan, We Play a Game (Yale University Press)
- Gay Fiction: Joshua Whitehead, Jonny Appleseed (Arsenal Pulp Press)
- Gay Memoir and/or Biography: Darnell L. Moore, No Ashes in the Fire: Coming of Age Black and Free in America (Bold Type Books)
- Gay Mystery: Marshall Thornton, Late Fees: A Pinx Video Mystery (Kenmore Books)
- Gay Poetry: Justin Phillip Reed, Indecency (Coffee House Press)
- Gay Romance: SC Wynne, Crashing Upwards (Selbstverlag)
- LGBTQ Anthology—Fiction: The Other Foundation, As You Like It: The Gerald Kraak Anthology Volume II (Jacana Media)
- LGBTQ Anthology—Nonfiction: Roxane Gay, Not That Bad: Dispatches from Rape Culture (HarperCollins / Harper Perennial)
- LGBTQ Children’s/Young Adult: Kacen Callender, Hurricane Child (Scholastic / Scholastic Press)
- LGBTQ Drama: Mashuq Mushtaq Deen, Draw the Circle (Dramatists Play Service)
- LGBTQ Erotica: Blue Delliquanti und Kazimir Lee, Miles & Honesty in SCFSX! (Selbstverlag)
- LGBTQ Graphic Novels: Tommi Parrish, The Lie and How We Told It (Fantagraphics Books)
- LGBTQ Nonfiction: Imani Perry, Looking for Lorraine: The Radiant and Radical Life of Lorraine Hansberry (Beacon Press)
- LGBTQ Science Fiction and Horror: Isaac R. Fellman, The Breath of the Sun (Aqueduct)
- LGBTQ Studies: William T. Hoston, Toxic Silence: Race, Black Gender Identity, and Addressing the Violence Against Black Transgender Women in Houston (Peter Lang International Academic Publishers)
- Lesbian Fiction: Larissa Lai, The Tiger Flu (Arsenal Pulp Press)
- Lesbian Memoir and/or Biography: Zahra Patterson, Chronology (Ugly Duckling Presse)
- Lesbian Mystery: Claire O’Dell, A Study in Honor: A Novel (HarperCollins / HarperVoyager)
- Lesbian Poetry: Ru Puro, Each Tree Could Hold a Noose or a House (New Issues Poetry & Prose)
- Lesbian Romance: Ann McMan, Beowulf For Cretins: A Love Story (Bywater Books)
- Transgender Fiction: Casey Plett, Little Fish (Arsenal Pulp Press)
- Transgender Nonfiction: Julian Gill-Peterson, Histories of the Transgender Child (University of Minnesota Press)
- Transgender Poetry: Raquel Salas Rivera, lo terciario / the tertiary (Timeless, Infinite Light)